# Grandvilliers (Oise)
|  | Per a altres significats, vegeu «cantó de Grandvilliers». |

Grandvilliers és un municipi al departament de l'Oise i a la regió dels Alts de França. L'any 2007 tenia 3.056 habitants.

## Demografia

### Població
El 2007 la població de fet de Grandvilliers era de 3.056 persones. Hi havia 1.278 famílies de les quals 487 eren unipersonals (142 homes vivint sols i 345 dones vivint soles), 357 parelles sense fills, 312 parelles amb fills i 122 famílies monoparentals amb fills.
La població ha evolucionat segons el següent gràfic:

### Habitatges
El 2007 hi havia 1.408 habitatges, 1.307 eren l'habitatge principal de la família, 21 eren segones residències i 79 estaven desocupats. 915 eren cases i 488 eren apartaments. Dels 1.307 habitatges principals, 581 estaven ocupats pels seus propietaris, 697 estaven llogats i ocupats pels llogaters i 29 estaven cedits a títol gratuït; 49 tenien una cambra, 171 en tenien dues, 312 en tenien tres, 366 en tenien quatre i 409 en tenien cinc o més. 700 habitatges disposaven pel capbaix d'una plaça de pàrquing. A 706 habitatges hi havia un automòbil i a 292 n'hi havia dos o més.

### Piràmide de població
La piràmide de població per edats i sexe el 2009 era:
| Homes | Edats   | Dones |
| ----- | ------- | ----- |
| 0     | 95 o +  | 8     |
| 16    | 90 a 94 | 32    |
| 28    | 85 a 89 | 56    |
| 12    | 80 a 84 | 40    |
| 36    | 75 a 79 | 56    |
| 76    | 70 a 74 | 96    |
| 76    | 65 a 69 | 80    |
| 84    | 60 a 64 | 84    |
| 56    | 55 a 59 | 52    |
| 56    | 50 a 54 | 88    |
| 68    | 45 a 49 | 80    |
| 120   | 40 a 44 | 88    |
| 92    | 35 a 39 | 112   |
| 104   | 30 a 34 | 108   |
| 88    | 25 a 29 | 124   |
| 72    | 20 a 24 | 84    |
| 84    | 15 a 19 | 57    |
| 100   | 10 a 14 | 108   |
| 80    | 5 a 9   | 96    |
| 112   | 0 a 4   | 56    |

## Economia
El 2007 la població en edat de treballar era de 1.802 persones, 1.263 eren actives i 539 eren inactives. De les 1.263 persones actives 1.084 estaven ocupades (563 homes i 521 dones) i 179 estaven aturades (70 homes i 109 dones). De les 539 persones inactives 210 estaven jubilades, 150 estaven estudiant i 179 estaven classificades com a «altres inactius».

### Ingressos
El 2009 a Grandvilliers hi havia 1.232 unitats fiscals que integraven 2.739 persones, la mediana anual d'ingressos fiscals per persona era de 15.150,5 €.

### Activitats econòmiques
Dels 183 establiments que hi havia el 2007, 4 eren d'empreses extractives, 7 d'empreses alimentàries, 1 d'una empresa de fabricació de material elèctric, 10 d'empreses de fabricació d'altres productes industrials, 13 d'empreses de construcció, 59 d'empreses de comerç i reparació d'automòbils, 5 d'empreses de transport, 10 d'empreses d'hostatgeria i restauració, 2 d'empreses d'informació i comunicació, 12 d'empreses financeres, 10 d'empreses immobiliàries, 15 d'empreses de serveis, 22 d'entitats de l'administració pública i 13 d'empreses classificades com a «altres activitats de serveis».
Dels 49 establiments de servei als particulars que hi havia el 2009, 1 era una oficina d'administració d'Hisenda pública, 1 gendarmeria, 1 oficina de correu, 5 oficines bancàries, 2 funeràries, 8 tallers de reparació d'automòbils i de material agrícola, 1 taller d'inspecció tècnica de vehicles, 1 autoescola, 1 paleta, 3 guixaires pintors, 2 fusteries, 4 lampisteries, 3 electricistes, 3 perruqueries, 1 veterinari, 6 restaurants, 5 agències immobiliàries i 1 tintoreria.
Dels 27 establiments comercials que hi havia el 2009, 3 eren supermercats, 3 fleques, 5 carnisseries, 1 una botiga de congelats, 1 una peixateria, 4 botigues de roba, 1 una botiga de roba, 2 sabateries, 2 botigues de material esportiu, 1 una perfumeria i 4 floristeries.
L'any 2000 a Grandvilliers hi havia 8 explotacions agrícoles.

## Equipaments sanitaris i escolars
El 2009 hi havia 1 un hospital de tractaments de llarga durada, 1 psiquiàtric, 3 farmàcies i 2 ambulàncies.
El 2009 hi havia 1 escola maternal i 1 escola elemental. A Grandvilliers hi havia 1 col·legi d'educació secundària i 1 liceu tecnològic. Als col·legis d'educació secundària hi havia 527 alumnes i als liceus tecnològics 216.

## Poblacions més properes
El següent diagrama mostra les poblacions més properes.